# スカルペリーア
スカルペリーア（イタリア語: Scarperia）は、イタリア共和国トスカーナ州フィレンツェ県スカルペリーア・エ・サン・ピエロの中心地区。

## 概要
かつては、周辺4つの分離集落も含めた基礎自治体（コムーネ）であった（2012年のコムーネ人口は約7800人）。2014年1月、南に隣接するサン・ピエーロ・ア・シエーヴェと合併し、新自治体スカルペリーア・エ・サン・ピエロが発足した。

## 地理

### 位置・広がり
フィレンツェ県北部、ムジェロ地方 (Mugello region) に位置する。

#### 隣接コムーネ

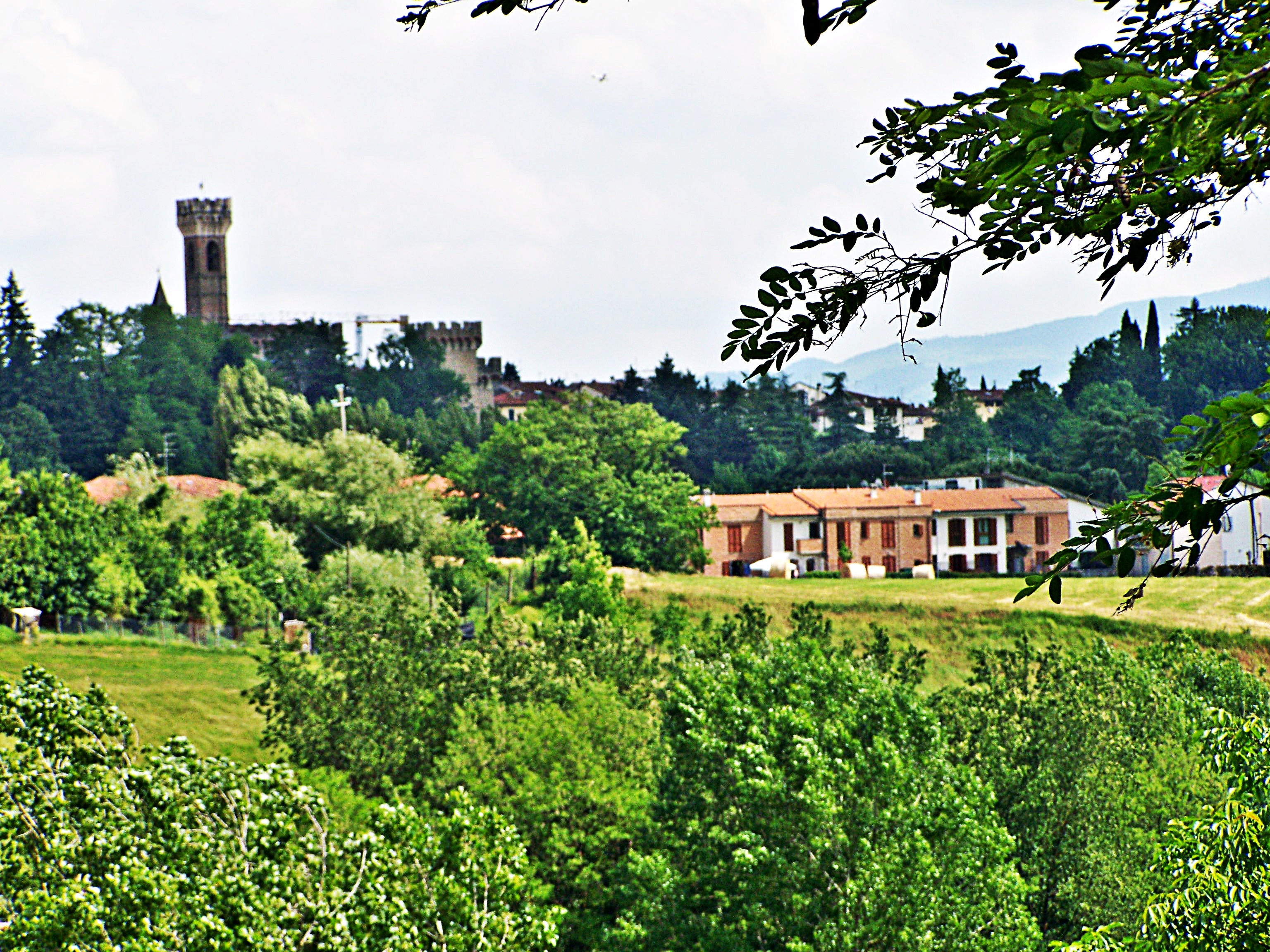
スカルペリーア集落

隣接していたコムーネは以下の通り。
- バルベリーノ・ディ・ムジェッロ
- ボルゴ・サン・ロレンツォ
- フィレンツオーラ
- サン・ピエーロ・ア・シエーヴェ

## 文化・観光
スカルペリーアは「イタリアの最も美しい村」クラブの加盟コムーネであった。合併後はスカルペリーア・エ・サン・ピエロが加盟コムーネとなっている。

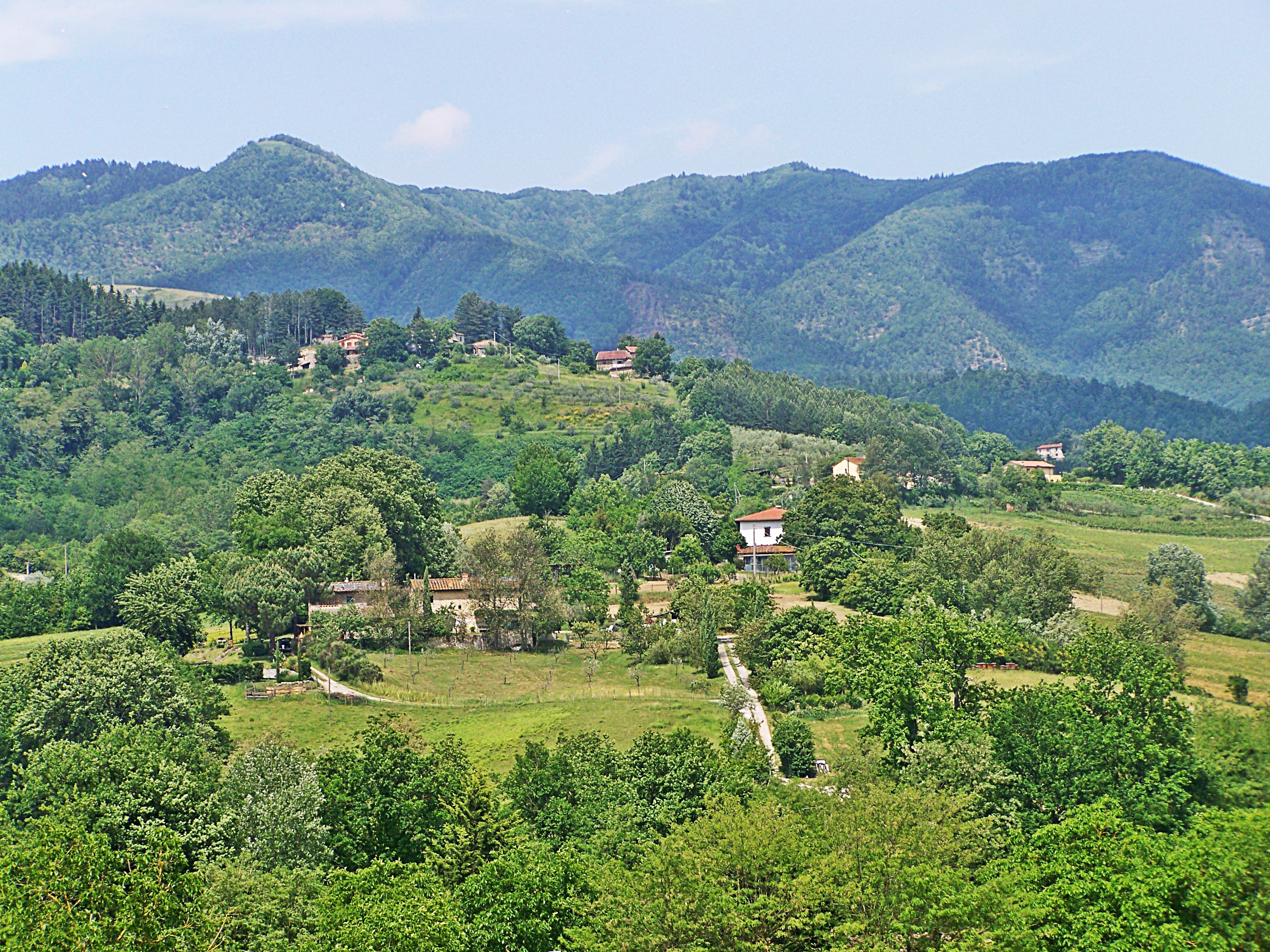
郊外の景観

## スポーツ
- ムジェロ・サーキット